# Þorkell Bjarnason
Þorkell Bjarnason, född 1839, död 25 juli 1902, var en isländsk präst och historiker. 
Þorkell, som var präst på Reynivellir på sydvästra Island, författade flera populära historiska avhandlingar, bland annat en om reformationen på Island samt den första läroboken i Islands historia från landets upptäckande (1880).